# تبرماهی‌های بزرگ
تبرماهی‌های بزرگ (نام علمی: Thoracocharax) نام یک سرده از تیره تبرماهی آب شیرین است.